# یواس‌اس مرگانزر (ای‌ام‌اس-۲۶)
یواس‌اس مرگانزر (ای‌ام‌اس-۲۶) (به انگلیسی: USS Merganser (AMS-26)) یک کشتی بود که طول آن ۱۳۶ فوت (۴۱ متر) بود. این کشتی در سال ۱۹۴۴ ساخته شد.